# Далія Орешкович
Далія Орешкович (хорв. Dalija Orešković; нар. 18 червня 1977, Загреб) — хорватська правниця, політикиня, керівниця лівоцентристської партії СТАРТ. У 2013—2018 рр. обіймала посаду голови парламентської комісії з ухвалення рішень про конфлікт інтересів.

## Життєпис
Вивчала право на юридичному факультеті Загребського університету та закінчила аспірантуру з європейського права.
Після обрання до парламенту Хорватії обійняла посаду голови комісії з конфлікту інтересів, перемігши 198 інших кандидатів. Порушувала справи проти депутатів, мерів, міністрів і навіть президента. До її заслуг часто зараховують зміщення колишнього віцепрем'єра Хорватії та колишнього голови ХДС Томіслава Карамарка. На цій посаді її змінила Наташа Новакович.
У жовтні 2018 р. вона оголосила про свій прихід у політику в такій частині політичного спектру як лівоцентризм. 29 грудня 2018 р. заявила, що її партія буде називатися «СТАРТ», що означало «партія боротьби з корупцією, розвитку і прозорості» (хорв. Stranka antikorupcije, razvoja i transparentnosti). Офіційно очолила свою партію в січні 2019 р. У грудні 2019 р. балотувалася як незалежний кандидат на президентських виборах, посівши у першому турі 6-те місце із 2,9 % голосів.
Сім'я Далії Орешкович походить із Ліки. Вона — нащадок хорватського партизанського командира, Народного героя Югославії Марка Орешковича.
Одружена, виховує двох дочок. Чоловік Фране Летиця — син політика Славена Летиці, який двічі був кандидатом на посаду президента.